# Aglais urticae
Aglais urticae là một loài bướm trong họ Nymphalidae.
Loài này có cỡ vừa, màu chủ yếu vàng đỏ, với các mảng vàng và đen ở cánh trước và một vòng xuyến các đốm xanh da trời quanh rìa cánh. Sải cánh dài từ 4,5 đến 6,2 cm.
Đây là loài bướm quốc gia của Đen Mạch

## Phạm vi phân bố
Loài bướm này được tìm thấy trên khắp ôn đới châu Âu, Tiểu Á, Trung Á, Siberia, Trung Quốc, Mông Cổ, bán đảo Triều Tiên và Nhật Bản, bất cứ nơi nào có cây tầm ma gốc lạ mà ăn ấu trùng của chúng sống trên đó. Có một vài trường hợp được ghi nhận từ Thành phố New York, tuy nhiên, được cho là của loài được du nhập.

## Phân loài

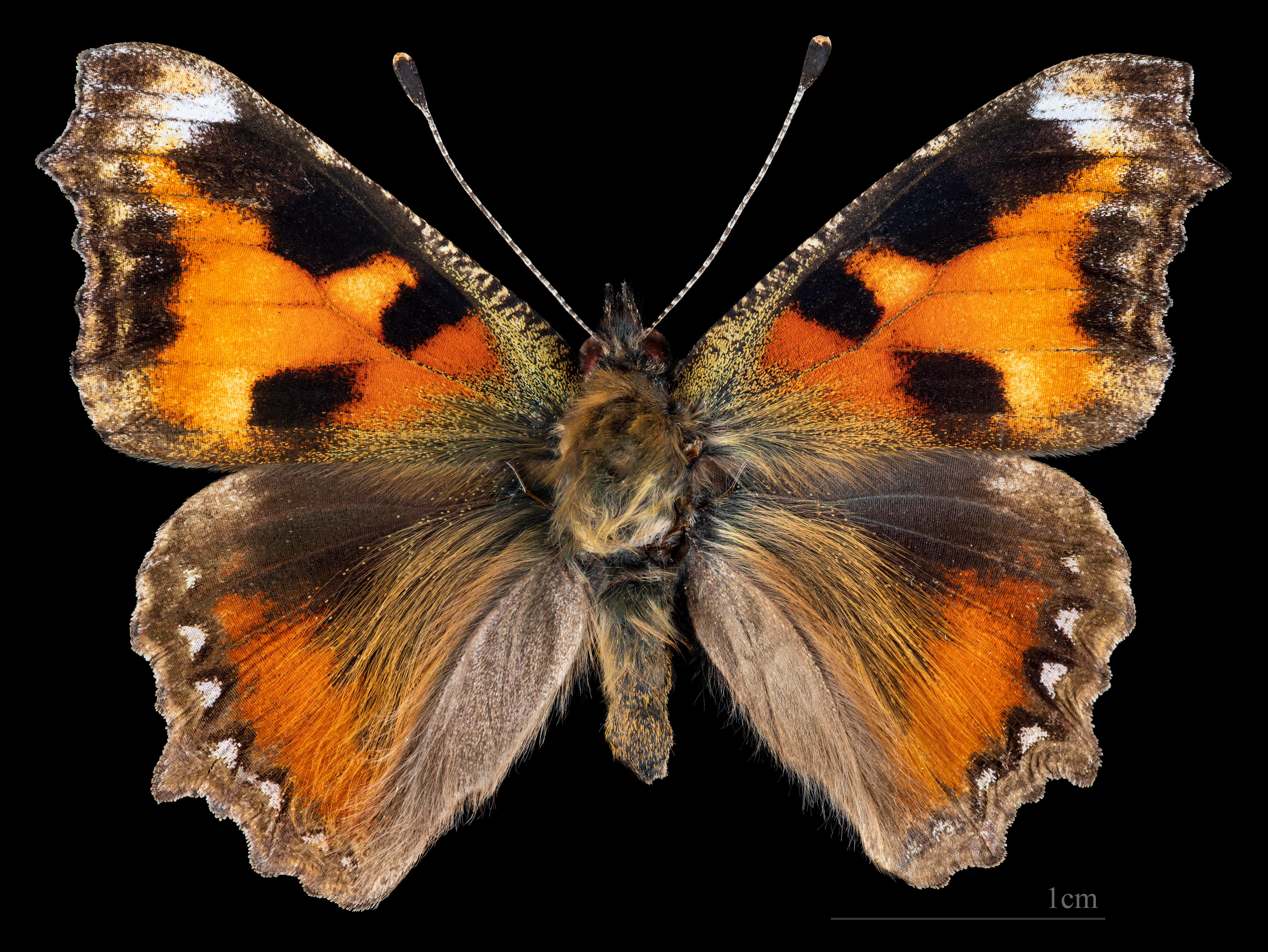
Aglais urticae, Aberration cũ ấu trùng

- A. u. urticae (Linnaeus, 1758) châu Âu, Tây Siberia - Altai
- A. u. polaris (Staudinger, 1871) Bắc Âu, Siberia, Trung Đông Nga
- A. u. turcica (Staudinger, 1871) South Europe, Caucasus, Transcaucasia, Kopet Dagh, Trung Á
- A. u. baicalensis (Kleinschmidt, 1929) Sayan, Transbaikalia
- A. u. eximia (Sheljuzhko, 1919) Amur, Ussuri
- A. u. stoetzneri (Kleinschmidt, 1929) Szechuan
- A. u. kansuensis (Kleinschmidt, 1940) Tây Bắc Trung Quốc
- A. u. chinensis Leech, 1893 Trung Quốc, Nhật Bản, bán đảo Triều Tiên
- A. u. connexa (Butler, [1882]) Nam Ussuri, Nam Sakhalin, Kuriles, Nhật Bản

## Hình ảnh các giai đoạn phát triển

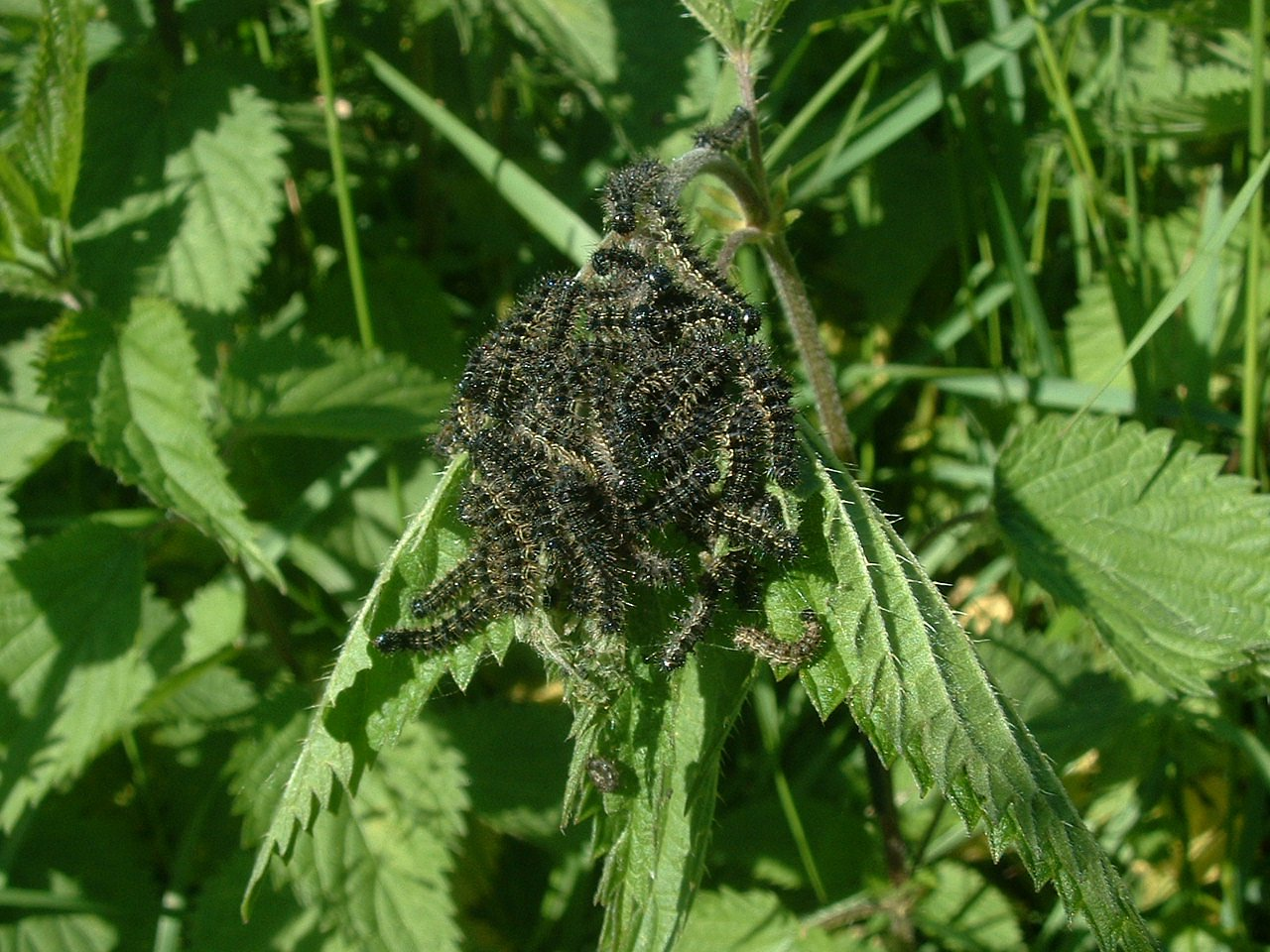
Sâu bướm non sống thành bầy
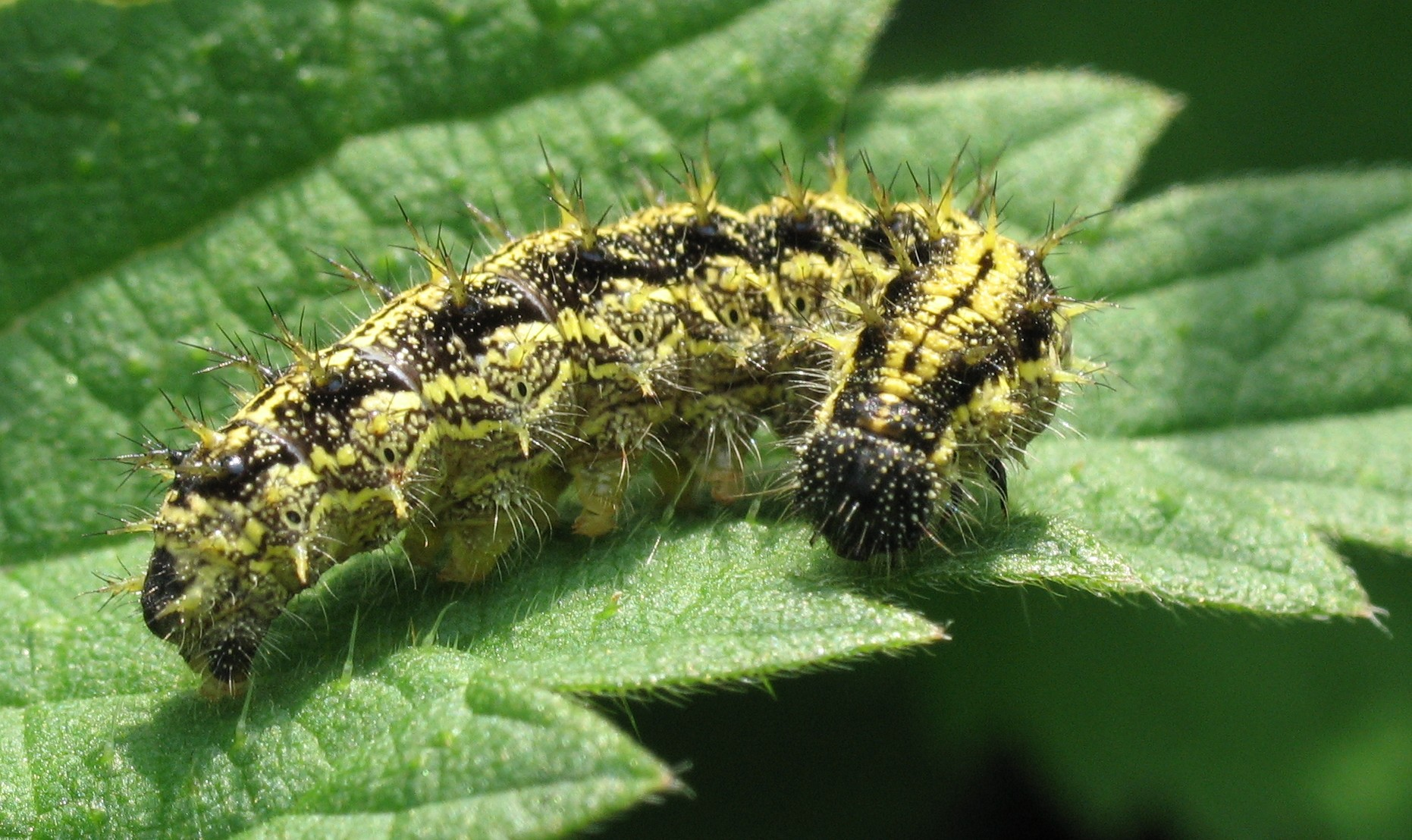
Sâu bướm già sống đơn độc
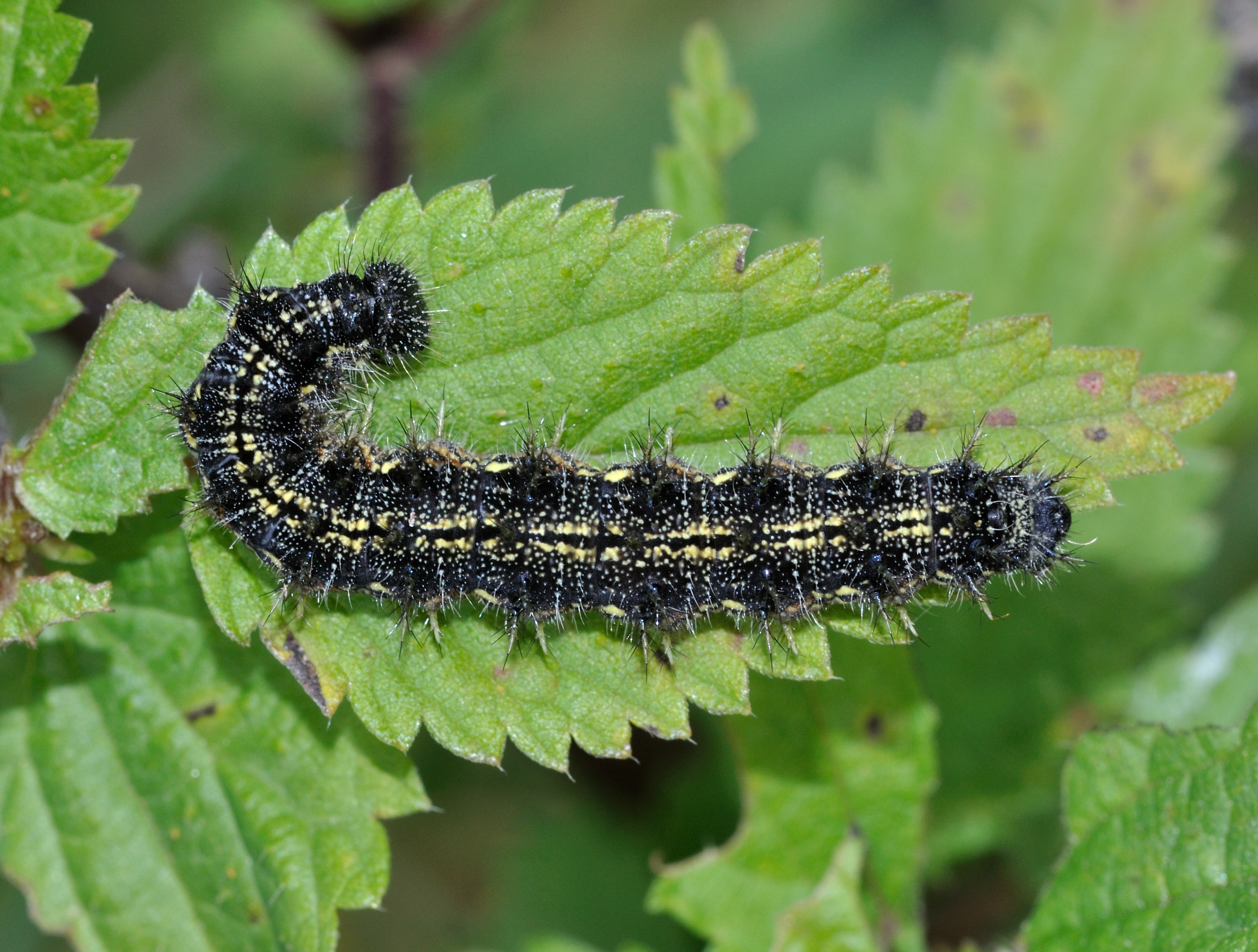
Sâu bướm trên tầm ma gai ở Oberursel, Đức
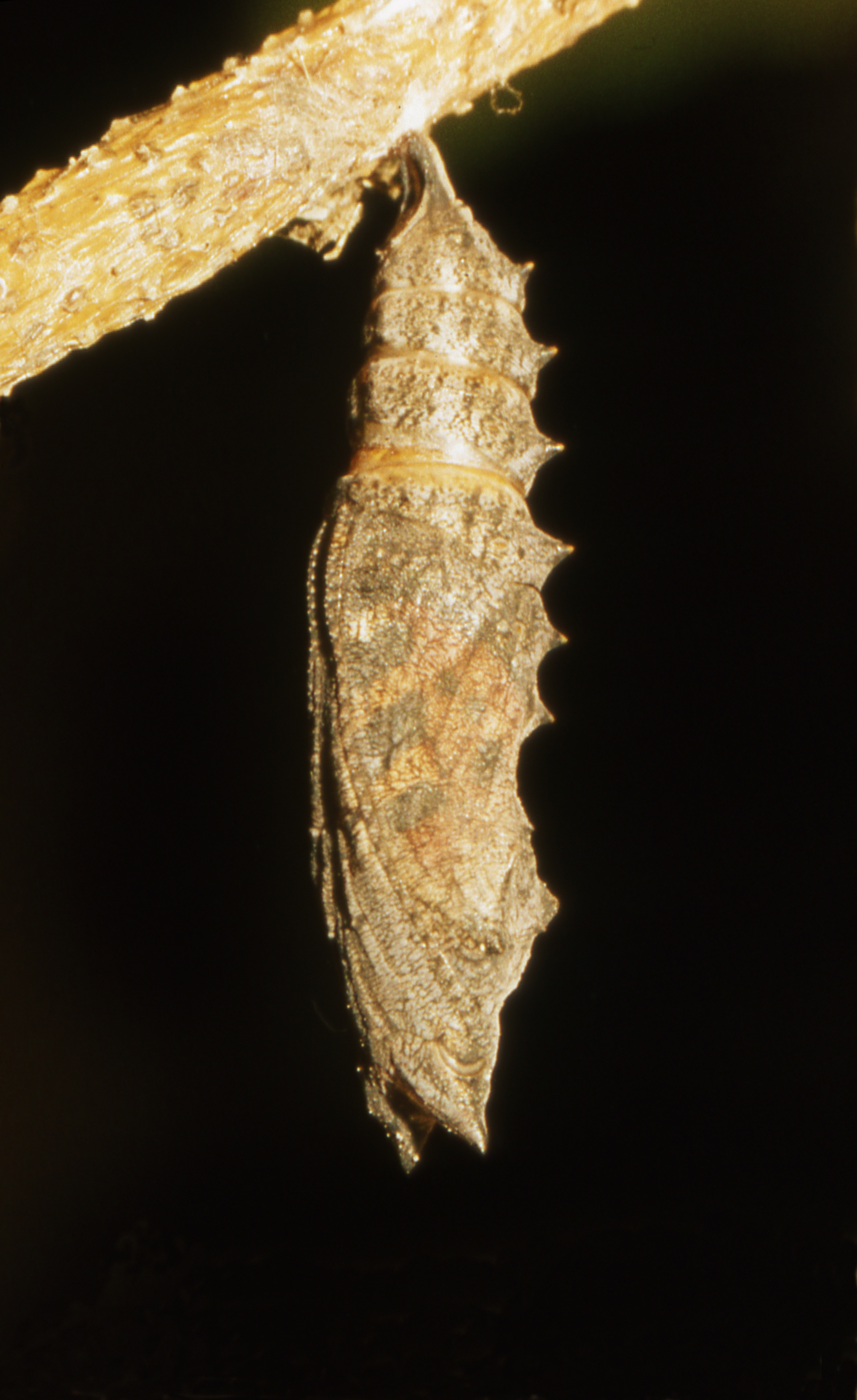
Nhộng ngay trước khi nở
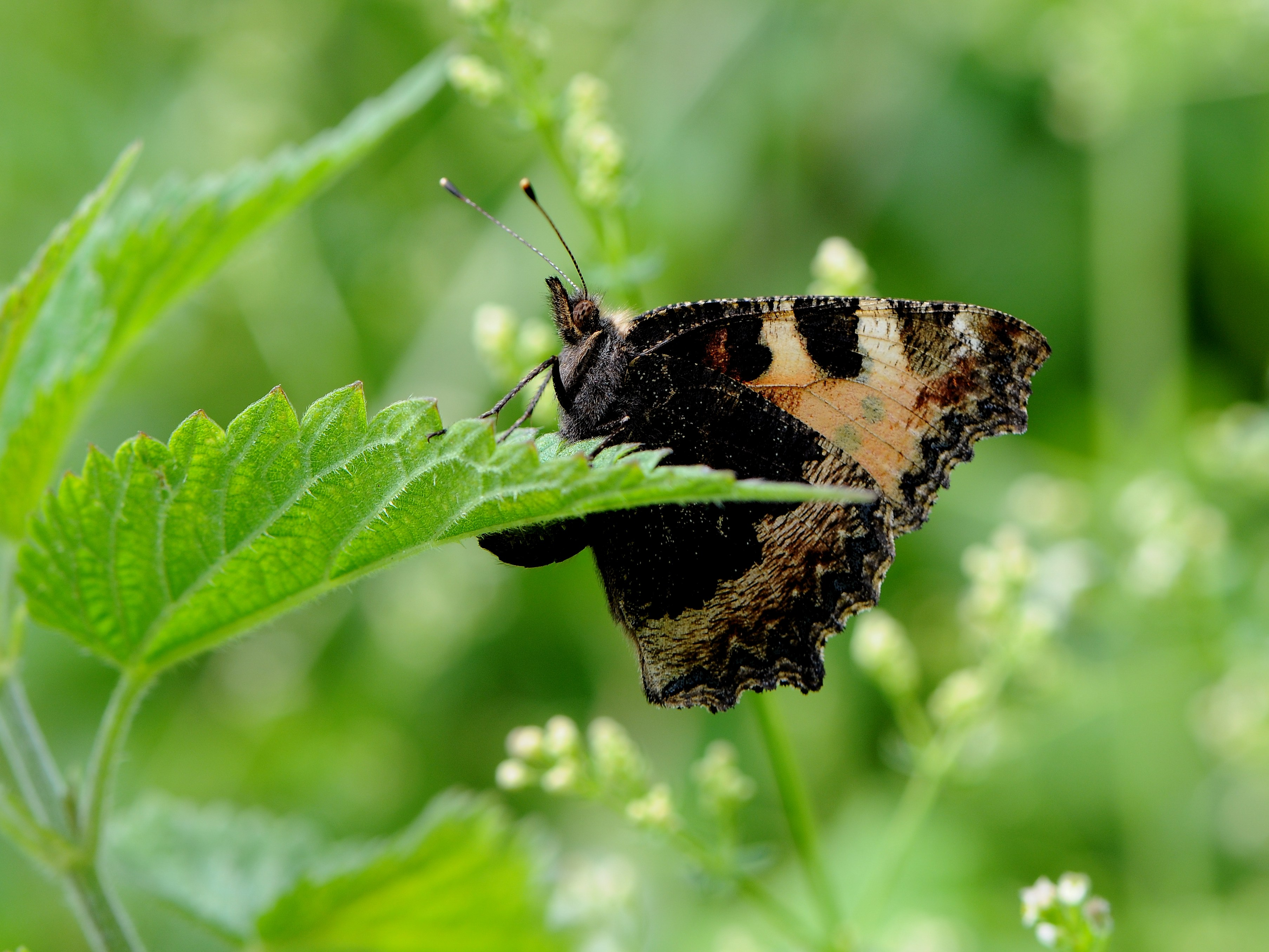
Lúc sinh sản
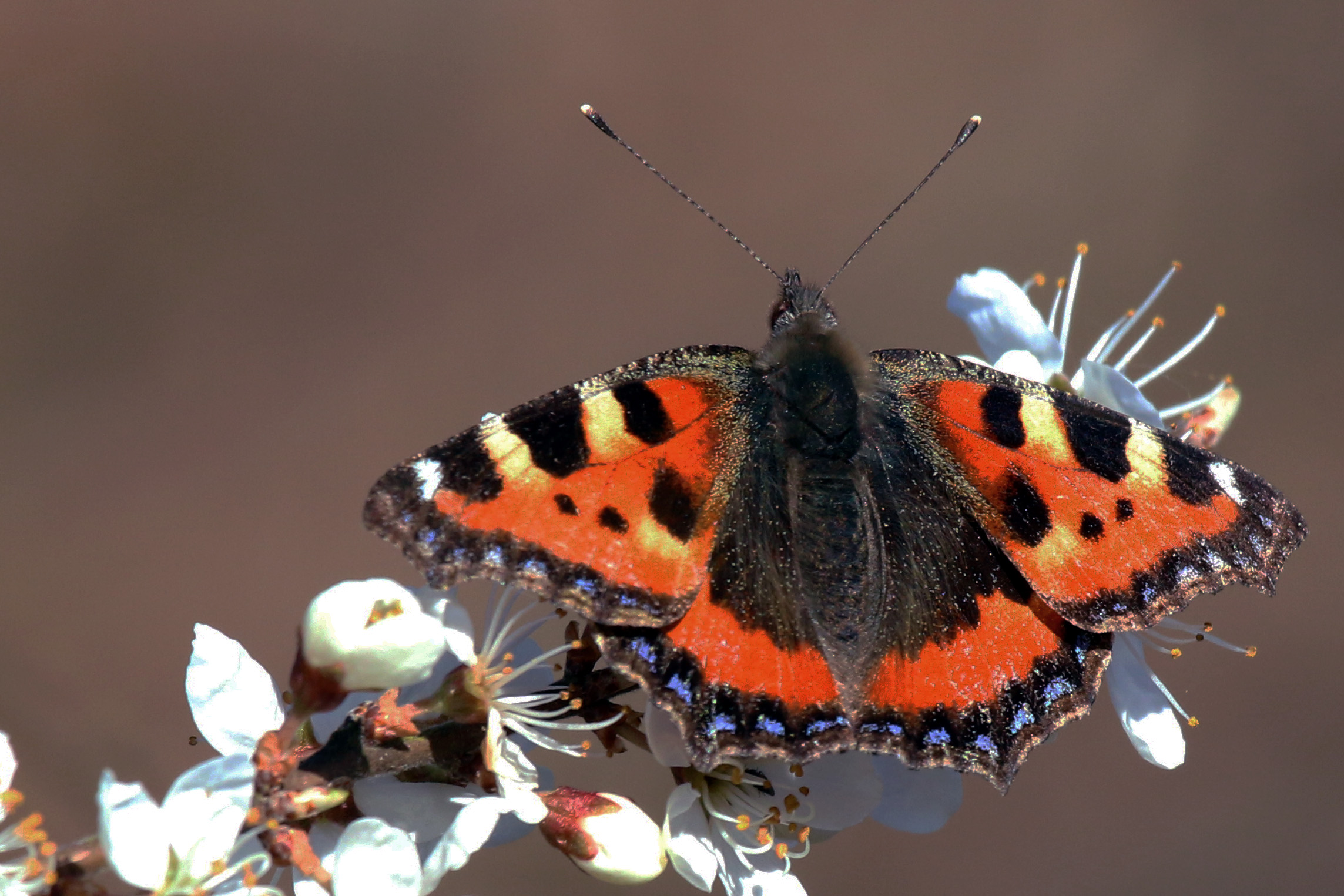
Sau khi ngủ đông: Giữa tháng 3 ở Otmoor, Oxfordshire
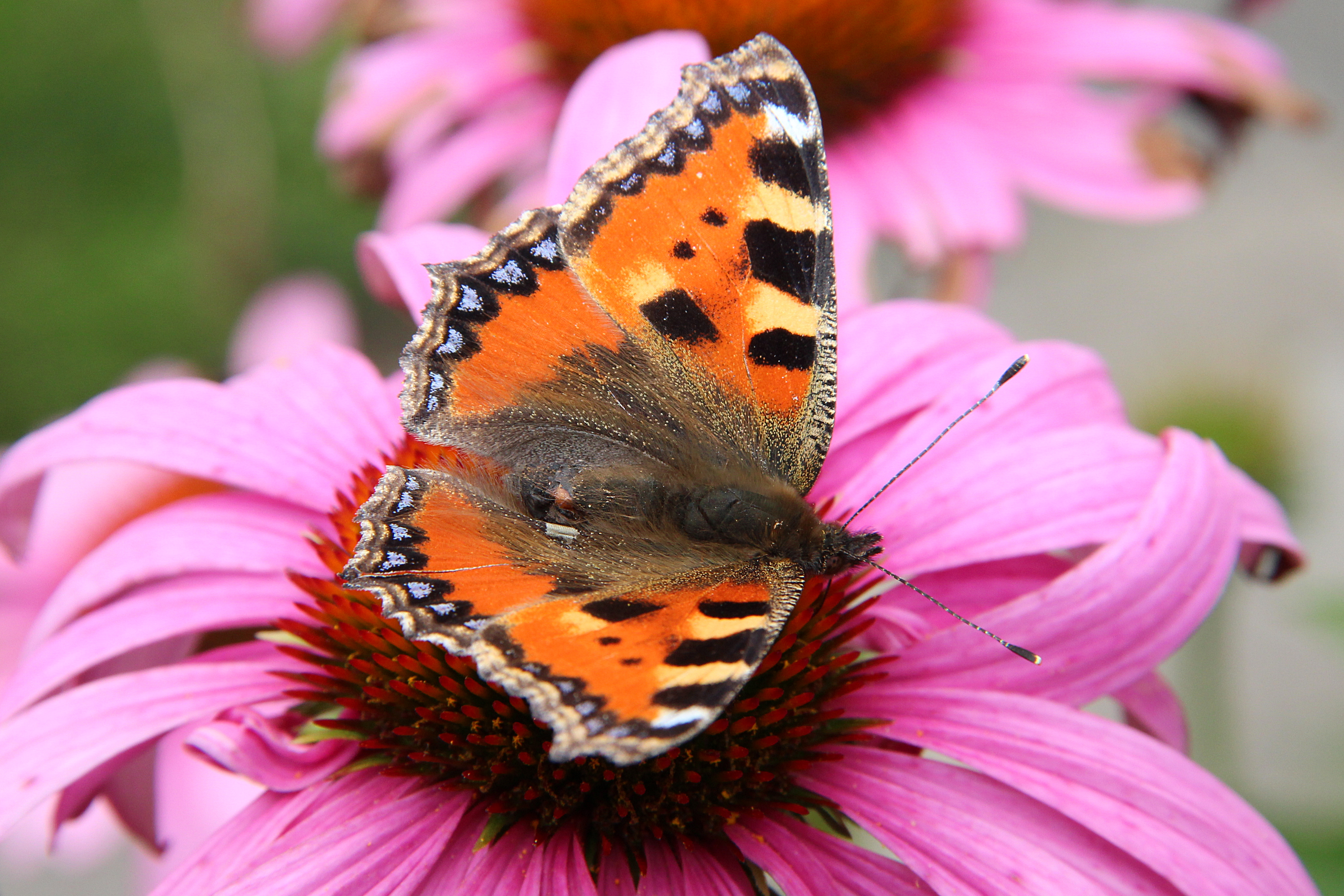
Trên cây Echinacea ở Havré, Bỉ
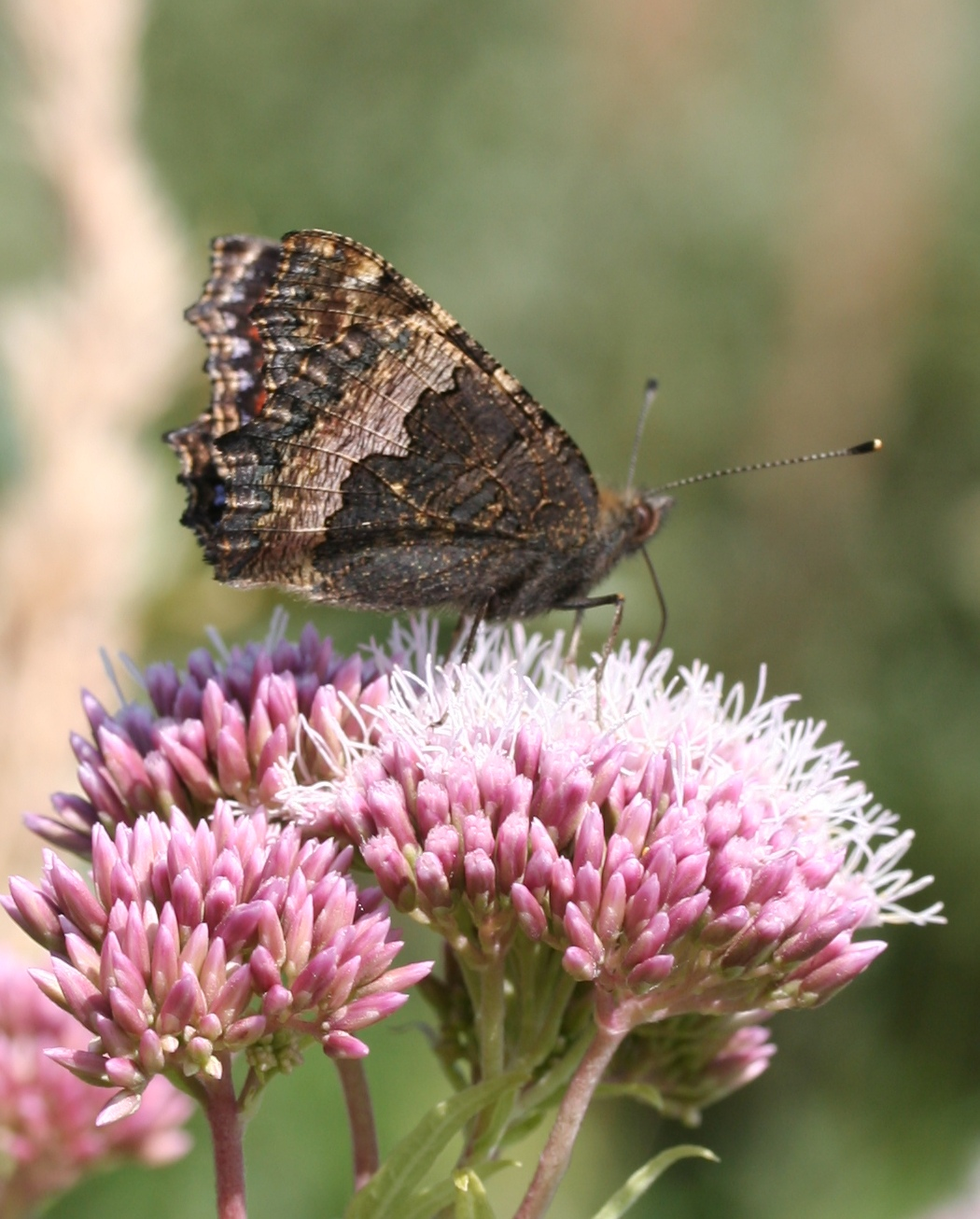
Cánh dưới